# Kuniharu Nakamoto
Kuniharu Nakamoto (n. 29 octombrie 1959) este un fost fotbalist japonez, retras din activitatea de jucător în 1991.

## Statistici
| Japonia | Japonia | Japonia |
| An      | Meciuri | Goluri  |
| ------- | ------- | ------- |
| 1987    | 5       | 0       |
| Total   | 5       | 0       |